# Louis Mouton
Louis Mouton (Saint-Étienne, 3 giugno 2002) è un calciatore francese, centrocampista dell"Angers.

## Carriera
È cresciuto nel settore giovanile del Saint-Étienne, con cui ha firmato il primo contratto professionistico il 27 giugno 2022. Ha debuttato in prima squadra il 30 luglio seguente nell'incontro di Ligue 2 perso 2-1 contro il Digione ed il 5 settembre ha segnato il suo primo gol aprendo le marcature nella trasferta pareggiata 2-2 contro il Pau. Pochi giorni dopo ha prolungato il contratto fino al 2025.
Il 17 agosto 2023 è stato ceduto in prestito al proprio al Pau per tutta la stagione. Rientrato al club biancoverde, nel frattempo promosso in Ligue 1, è stato confermato in rosa per la stagione 2024-2025. Il 21 giugno 2025 si accasa da svincolato all'Angers, firmando un contratto valido fino al 2028.

## Statistiche

### Presenze e reti nei club
Statistiche aggiornate al 4 febbraio 2025.
| Stagione        | Squadra         | Campionato      | Campionato | Campionato | Coppe nazionali | Coppe nazionali | Coppe nazionali | Coppe continentali | Coppe continentali | Coppe continentali | Altre coppe | Altre coppe | Altre coppe | Totale | Totale | Totale |
| Stagione        | Squadra         | Comp            | Pres       | Reti       | Comp            | Pres            | Reti            | Comp               | Pres               | Reti               | Comp        | Pres        | Reti        | Pres   | Reti   |        |
| --------------- | --------------- | --------------- | ---------- | ---------- | --------------- | --------------- | --------------- | ------------------ | ------------------ | ------------------ | ----------- | ----------- | ----------- | ------ | ------ | ------ |
| 2020-2021       | Saint-Étienne 2 | N3              | 1          | 0          | -               | -               | -               | -                  | -                  | -                  | -           | -           | -           | 1      | 0      |        |
| 2021-2022       | Saint-Étienne 2 | N3              | 23         | 2          | -               | -               | -               | -                  | -                  | -                  | -           | -           | -           | 23     | 2      |        |
| 2022-2023       | Saint-Étienne 2 | N3              | 6          | 3          | -               | -               | -               | -                  | -                  | -                  | -           | -           | -           | 6      | 3      |        |
| 2022-2023       | Saint-Étienne   | L2              | 15         | 1          | CF              | 1               | 0               | -                  | -                  | -                  | -           | -           | -           | 16     | 1      |        |
| 2023-2024       | Pau             | L2              | 27         | 0          | CF              | 3               | 2               | -                  | -                  | -                  | -           | -           | -           | 30     | 2      |        |
| 2024-2025       | Saint-Étienne 2 | N3              | 2          | 0          | -               | -               | -               | -                  | -                  | -                  | -           | -           | -           | 2      | 0      |        |
| 2024-2025       | Saint-Étienne   | L1              | 15         | 0          | CF              | 1               | 0               |                    | -                  | -                  |             | -           | -           | 16     | 0      |        |
| Totale carriera | Totale carriera | Totale carriera | 89         | 6          |                 | 5               | 2               |                    | -                  | -                  |             | -           | -           | 94     | 8      |        |